# Vườn quốc gia Niumi
Vườn quốc gia Niumi là một vườn quốc gia ở Gambia. Khu vực này bao gồm dải ven biển ở phía bắc, tận cùng mũi phía nam của đồng bằng Saloum. Với diện tích 4940 hecta, nó bao gồm các vùng đất ngập nước từ đầm lầy nước ngọt cho đến đầm phá nước lợ và rừng ngập mặn ven biển. Các bãi bùn và đầm lầy là nơi trú ẩn quan trọng của gần 300 loài chim cùng nhiều loài động vật có nguy cơ tuyệt chủng khác.

## Địa lý
Vườn quốc gia Niumi bao gồm dải ven biển ở mũi phía nam của đồng bằng Saloum, phía bắc sông Gambia. Nó được thành lập vào năm 1986 với diện tích 4.940 hecta (49,4 kilômét vuông). Phần phía bắc của vườn quốc gia bao gồm nhiều đảo nhỏ, trong đó có đảo Jinack.

## Động thực vật
Vườn quốc gia là một phần của vùng sinh thái ven biển Tây Phi. Nó bao gồm một loạt các loại đất ngập nước và thảm thực vật từ đầm lầy nước ngọt đến các bãi cát và đầm phá nước lợ. Rừng đước rất phong phú tại đây, trong khi rừng cây bụi được tìm thấy trên đảo Jinack và mũi đất Mbankam.
Bờ biển Đại Tây Dương là nơi tập trung số lượng lớn nhàn hồng. Đầm lầy và bãi bồi là nơi trú ẩn quan trọng của hơn 293 loài chim khác. Các loài đáng chú ý khác gồm khỉ đỏ colobus, khỉ Patas, khỉ Vervet đồi mồi dứa, cá heo lưng bướu, lợn biển Tây Phi, linh cẩu đốm, lợn bướu.